# Campoctonus coxalis
Campoctonus coxalis là một loài tò vò trong họ Ichneumonidae.